# Sylvie Paréra
Pour les articles homonymes, voir Parera.
 (février 2024).
Si vous disposez d'ouvrages ou d'articles de référence ou si vous connaissez des sites web de qualité traitant du thème abordé ici, merci de compléter l'article en donnant les références utiles à sa vérifiabilité et en les liant à la section « Notes et références ».
Sylvie Paréra est née le 8 décembre 1960 à Rabat au Maroc. Elle a été élue Miss Marseille 1978, puis Miss France 1979. Elle est la seule Miss Provence ayant remporté ce titre. Elle est la 49e Miss France.

## Biographie
Née à Rabat au Maroc, elle vit lors de son élection à La Gavotte, sur la commune des Les Pennes-Mirabeau tout près de Marseille.

## Année de Miss France
Sylvie Paréra a 18 ans quand elle est élue Miss France le 31 décembre 1978 à l'hôtel Nikko à Paris. Durant son année, elle voyage en Australie, au Japon et en Europe. Elle sera par la suite élue Miss Europe Élégance 1980, à Tenerife et Miss Photogénie internationale, au Japon.

## L'après Miss France
Après des années aux cours Florent et des études d'arts plastiques, elle peint et écrit d'abord des livres pour enfants puis des thrillers[réf. souhaitée].
Sylvie a trois enfants Lucie, Sylvain, et Marin.[réf. souhaitée]
Le 19 décembre 2020, elle est présente lors de l'élection de Miss France 2021, composé d'anciennes Miss France et présidé par Iris Mittenaere, Miss France et Miss Univers 2016. L'élection se déroule au Puy du Fou et est retransmise en direct sur TF1.